# Crime of Passion (Mike Oldfield)
Crime of Passion è un singolo di Mike Oldfield, interpretato dal cantante Barry Palmer e pubblicato da Virgin Records nel 1984.

## Descrizione
Il singolo fu pubblicato su disco nel 1984 nei formati a 7" e 12", insieme al brano strumentale Jungle Gardenia, in cui Oldfield suona tutti gli strumenti. L'edizione a 12", inoltre, si differenzia da quella a 7" perché contiene una extended version della canzone. Sulla copertina è riprodotta una fotografia della madre di Oldfield, Maureen, scomparsa una decina di anni prima. Nel 2013 Crime of Passion (nella versione estesa) e Jungle Gardenia sono poi stati inseriti tra le tracce bonus dell'edizione rimasterizzata dell'album Crises.
Secondo quanto raccontato da Barry Palmer in un'intervista del 1997, il testo di Crime of Passion è ispirato a una cugina di Oldfield, morta a 19 anni per una grave malattia.

## Video musicale
Nel videoclip di Crime of Passion, Oldfield e Palmer eseguono il brano muovendosi a scatti in un'ambientazione surreale, con enormi blocchi giocattolo sullo sfondo. Compaiono anche tre attori che interpretano un clown, un soldatino giocattolo che suona il tamburo e una ragazza seduta su un'altalena.

## Tracce
7"
1. Crime of Passion – 3:37
2. Jungle Gardenia – 2:44

12"
1. Crime of Passion (Extended version) – 4:08
2. Jungle Gardenia – 2:44

## Formazione
- Mike Oldfield - basso, chitarra acustica, chitarra elettrica, sintetizzatore
- Barry Palmer - voce
- Simon Phillips - batteria

## Classifiche
| Classifica (1984) | Posizione massima |
| ----------------- | ----------------- |
| Danimarca         | 1                 |
| Grecia            | 3                 |
| Irlanda           | 22                |
| Svezia            | 10                |
| Svizzera          | 17                |
| Regno Unito       | 61                |
| Germania          | 17                |

## Cover
Nel 2000 il gruppo eurodance italiano Bamble B ha realizzato una cover del brano. Un'altra cover è contenuta come sesta traccia nell'album Neja Vu (2013) della cantante italiana Neja.
Barry Palmer e il musicista Robert Reed, nel 2023, hanno inciso una nuova versione di Crime of Passion per The Tubular All Stars, un omaggio a Mike Oldfield che raccoglie suoi brani reinterpretati da artisti che avevano collaborato con lui.